# Усть-Енисейский район
Усть-Енисейский район — бывший район Таймырского (Долгано-Ненецкого) автономного округа, упразднённого с 1 января 2007 года.
Муниципальный район был упразднён в 2005 году.
Административным центром района являлось село Караул.

## История
Усть-Енисейский район был образован в 1930 году при образовании Таймырского национального округа.
1 июля 1934 года Президиум ВЦИК постановил перечислить сельсоветы: Долгано-Ненецкий и Усть-Енисейский Порт из Дудинского района, Таймырского национального (Долгано-Ненецкого) округа, в Усть-Енисейский район того же Таймырского национального (Долгано-Ненецкого) округа.
В 1957 году из Усть-Енисейского района был выделен Диксонский район. После ликвидации района в 2006 году его территория была передана в сельское поселение Караул Таймырского (Долгано-Ненецкого) района Красноярского края.
По данным на 1983 год Усть-Енисейский район делился на 5 сельсоветов:
- Байкаловский (п. Байкаловск, п. Мунгуй)
- Воронцовский (п. Воронцово, п. Иннокентьевск, п. Кареповск, п. Лескино, п. Сопкарга, п. Троицк)
- Караульский (с. Караул)
- Носковский (п. Носок, п. Поликарповск)
- Усть-Портовский (п. Усть-Порт, п. Казанцево, п. Малая Хета)[9].

С 1989 года сельсоветы были упразднены и заменены администрациями села Караул и посёлков, а в 1992 года администрация села Караул была упразднена и село передано в подчинение администрации Усть-Енисейского района.
Официально: территории, подведомственные администрации Усть-Енисейского района.
В 2002 году администрация посёлка Тухарда (ранее Мессояхский сельсовет), находившаяся в подчинении города окружного значения Дудинки, была передана в подчинение администрации Усть-Енисейского района.
1 января 2007 года Таймырский (Долгано-Ненецкий) автономный округ был объединён с Красноярским краем, войдя в его состав как административно-территориальная единица с особым статусом Таймырский Долгано-Ненецкий район, Усть-Енисейский район был упразднён.
В ОКАТО как объекты административно-территориального устройства район и сельсоветы выделялись до 2011 года.

## Население
| 1939 | 1959 | 1970 | 1979 | 1989 | 2002 | 2010 |
| ---- | ---- | ---- | ---- | ---- | ---- | ---- |
| 4264 | 4427 | 4009 | 3679 | 3884 | 4166 | 3922 |